# Pluja d'animals

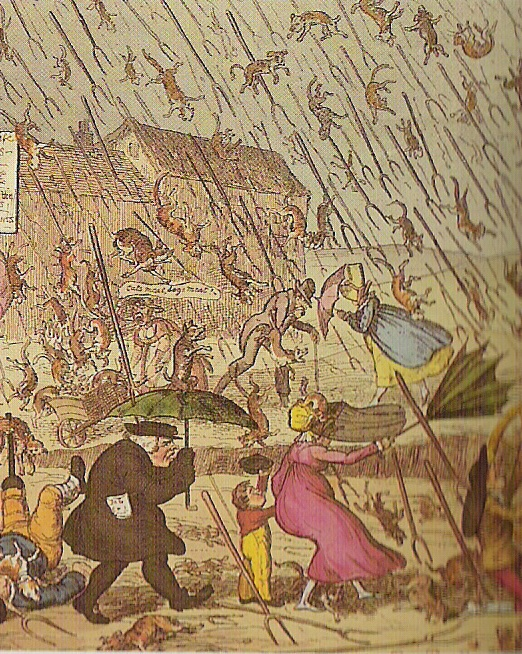
Caricatura humorística anglesa del, en què plouen gossos i gats.

La pluja d'animals és un fenomen meteorològic extraordinari, que consisteix en la caiguda del cel de nombrosos animals, sovint d'una sola espècie. Aquesta precipitació atípica pot o no estar acompanyada de pluja comuna. El fenomen ha ocorregut en moltes regions al llarg de la història. S'han registrat testimoniatges del mateix en diverses èpoques i països, la qual cosa ha donat origen a moltes llegendes i polèmiques.
Amb major freqüència, aquestes «pluges» estan compostes per peixos o granotes, encara que hi ha històries que esmenten algunes espècies d'ocells. De vegades, la pluja és tan violenta, que els animals acaben destrossats en el sòl. Però també pot passar que els animals sobrevisquin al cop, particularment els peixos, la qual cosa fa pensar que l'interval transcorregut entre el seu enlairament i la tornada al sòl, és relativament breu. Alguns testimoniatges descriuen pluges de granotes, en què els animals estan intactes després de la seva caiguda. De vegades, els animals cauen completament gelats, o estan atrapats dins de blocs de gel, demostrant, així, que abans de caure, la seva altura era molt elevada, en la qual la temperatura ambient era inferior a 0 °C.

## Testimonis i llegendes

### Textos i llegendes fins a l'edat mitjana

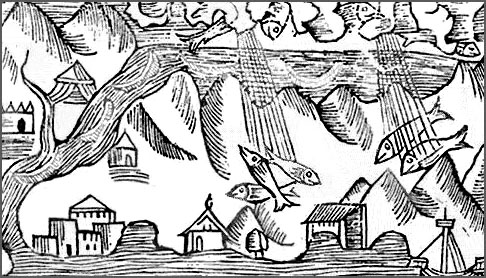
Gravat d'O. Magnus, de 1555, representant una pluja de peixos.

A la literatura antiga abunden els testimonis de pluja d'animals, o de pluges de diversos objectes, alguns orgànics.
Podrien remuntar-se a l'antic Egipte, si es dona validesa al papir egipci d'Alberto Tulli (la mateixa existència del qual és controvertida), i del qual es diu que registraria fenòmens estranys juntament amb l'aparició del que la literatura ufològica interpreta com un ovni. De manera més particular, es registra també la caiguda de peixos i ocells del cel.
La Bíblia s'explica com Josuè i el seu exèrcit van ser auxiliats per una pluja de pedres que va caure sobre l'exèrcit amorrita. La Bíblia evoca altres intervencions celestials d'aquest tipus, com l'aparició de granotes, en una de les deu plagues d'Egipte (Èxode 8, 5, 6).
En el segle iv aC, l'autor grec Ateneu esmenta una pluja de peixos que va durar tres dies a la regió de Queronea, al Peloponès. En el segle i, l'escriptor i naturalista Plini el Vell va descriure la pluja de trossos de carn, sang i altres parts d'animals com la llana.
Finalment, a l'edat mitjana, la freqüència del fenomen a certes regions va portar la gent a creure que els peixos naixien ja adults al cel, i de seguida queien al mar.

### Testimonis de l'època moderna
Gràcies a la premsa escrita, durant l'època moderna s'han generat molts testimonis, testificats per més persones, la qual cosa incrementa la seva credibilitat. A continuació es llisten alguns exemples:
- El 1578, grans ratolins grocs van caure sobre la ciutat noruega de Bergen.[3]
- Segons un tal John Collinges, una pluja de gripaus va assetjar el llogaret anglès d'Acle, a Norfolk. El taverner del lloc els va retirar per centenes.[3]
- L'11 de juliol de 1836, un professor de Cahors va enviar una carta a l'Acadèmia de Ciències Francesa, que deia:

| «                                                                              | Aquest núvol va tronar sobre el camí, a unes seixanta toises d'on érem. Dos cavallers que venien de Tolosa, la nostra destinació, i que van estar exposats a la tempesta, es van veure obligats a usar els seus abrics; però la tempesta els va sorprendre i els va espantar, ja que es van veure víctimes d'una pluja de gripaus! Van accelerar la seva marxa i es van afanyar; en trobar la diligència ens van explicar el que els acabava de succeir. Vaig veure llavors, que en sacsejar els seus abrics davant de nosaltres, van caure petits gripaus. | » |
| — fragment de la carta de M. Pontus, professor de Cahors, dirigida a M. Arago. | |   |

- El 16 de febrer de 1861, la ciutat de Singapur va patir un terratrèmol, seguit de tres dies d'abundants pluges. Després del final de les pluges, els habitants de Singapur van veure que en els tolls hi havia milers de peixos. Alguns d'ells van afirmar haver-los vist caure del cel, encara que uns altres es van mostrar més reservats en donar el seu testimoni.[3] Quan les aigües es van retirar, es van trobar altres peixos en els tolls que s'havien assecat, notablement en llocs que no havien sofert inundacions.
- La revista Scientific American registra l'informe d'un ruixat de serps que arribaven al voltant dels 45 cm a Memphis, el 15 de gener de 1877.[3] Als Estats Units, es van registrar més de quinze informes de pluges d'animals, només al segle xix.[5]
- Al juny de 1880 va caure una pluja de guatlles sobre València.[6]
- El 7 de setembre de 1953, milers de granotes van caure del cel sobre Leicester, a Massachusetts, Estats Units.
- El 1968, els diaris brasilers van registrar una pluja de carn i sang, sobre una àrea relativament gran.[7]
- Canaris morts van caure a la ciutat de St. Mary's City, a Maryland (Estats Units), el gener de 1969. Segons el diari Washington Post del 26 de gener d'aquell any, el vol dels canaris es va interrompre sobtadament, com si hi hagués hagut una explosió, que ningú no va veure ni escoltar.[3]
- El 1978, van ploure crancs a Nova Gal·les del Sud, a Austràlia.[3]
- El 2002, van ploure peixos a Grècia. El diari Le Monde va escriure:

| «                                                                                      | Atenes no és sempre bella, i menys encara ho són les muntanyes al nord de Grècia. Però les tempestes de vegades tenen el bon gust d'ajudar a somriure i a somiar. El dimarts, ha plogut centenars de peixets a Korona, a les altes muntanyes | » |
| — Pierre GEORGES. «Poissons volent» article del diari Le Monde, 13 de desembre de 2002 | |   |

- El 2007, van ploure aranyes petites a Salta, Argentina.[8]
- El 2007, van ploure granotes petites a El Rebolledo (Alacant).[9]
- L'1 d'agost de 2008, a Chocó (Colòmbia) va ploure sang, però aquest fet és atribuït a diverses causes, entre elles la pluja d'animals.[10]

## Explicacions del fenomen

### Explicació científica

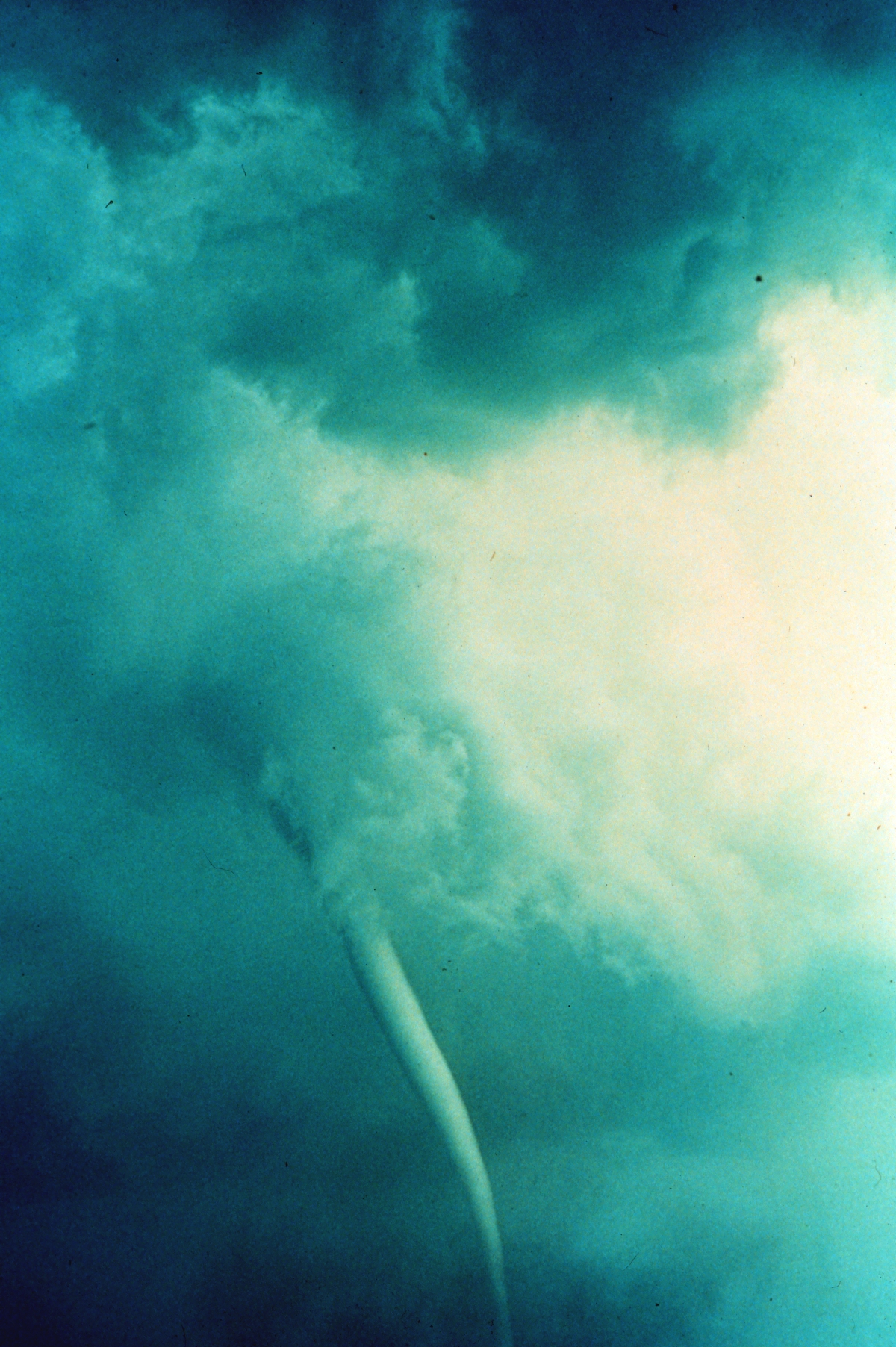
Un tornado pot ser el responsable de capturar els animals i deixar-los caure a grans distàncies del seu lloc d'origen.

En contra de la majoria dels seus companys contemporanis, el físic francès André-Marie Ampère va considerar que els testimonis de pluges d'animals eren veritables. Ampère va intentar explicar les pluges de gripaus amb una hipòtesi que després va ser acceptada i refinada pels científics. Davant la Societat de Ciències Naturals, Ampère va afirmar que en certes èpoques els gripaus i les granotes vagabundegen pels camps en grans quantitats, i que l'acció de vents violents pot capturar-los i desplaçar-los a grans distàncies.
Més recentment, va aparèixer l'explicació científica del fenomen, que involucra les trombes marines. En efecte, els vents que s'arremolinen sota el meteor són capaços de capturar objectes i animals, gràcies a una combinació de la depressió en la tromba i de la força exercida pels vents dirigits cap a ella.
En conseqüència, aquestes trombes, o fins i tot tornados, transporten els animals a altures relativament grans, recorrent, a més, grans distàncies. Els vents són capaços de recollir els animals presents a una superfície relativament extensa, i els deixen caure, en massa i de manera concentrada, sobre punts localitzats.
Més específicament, alguns tornados i trombes podrien assecar completament una tolla, per deixar caure més lluny l'aigua i la fauna continguda en aquesta, en forma de «pluja d'animals».
Aquesta hipòtesi apareix reafirmada per la naturalesa dels animals d'aquestes pluges: petits i lleugers, generalment sorgits del medi aquàtic, com batracis i peixos.
També és reafirmant el fet que, freqüentment, la pluja d'animals és precedida per una tempesta. No obstant això, hi ha alguns detalls que no han pogut ser explicats. Per exemple, que els animals de vegades segueixin vius tot i després de la caiguda, i alguns d'ells en perfecte estat. Un altre aspecte és que normalment cada pluja d'animals es manifesta amb una sola espècie alhora, gairebé mai barrejant-les ni incloent-hi algues o altres plantes. Com ho descriu William R. Corliss:
| « | ...el mecanisme de transport, qualsevol que sigui la seva naturalesa, prefereix seleccionar una sola espècie de peix o de granota, o aquell animal que estigui en el menú del dia | » |

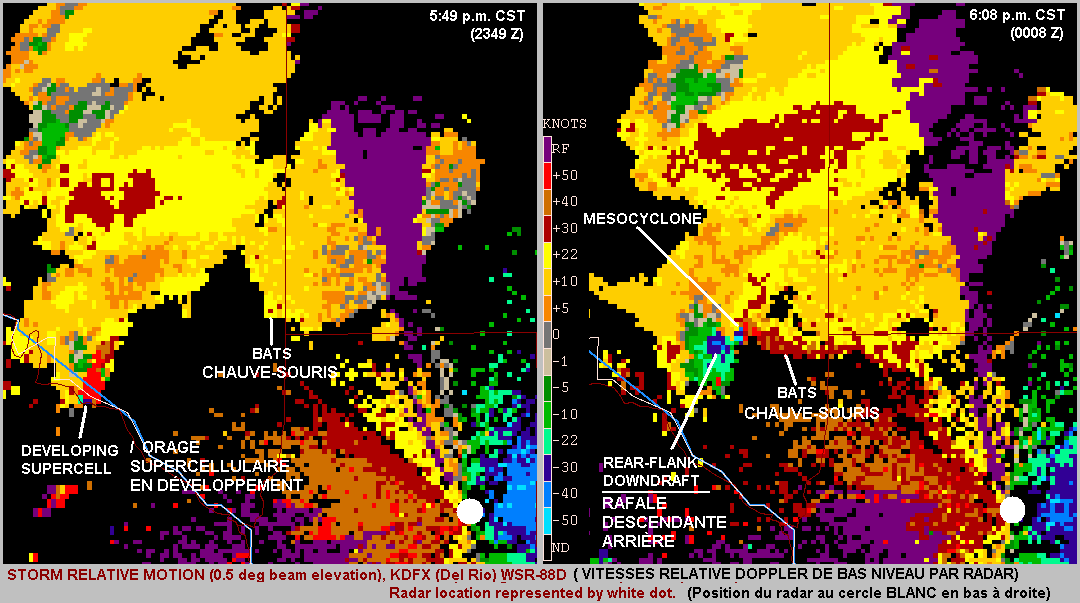
Imatge Doppler d'un radar meteorològic a Texas que mostra la col·lisió d'una tempesta amb un grup de ratpenats en vol. El color vermell indica que els animals es dirigeixen cap al núvol.

Aquesta aparent anomalia es podria explicar en el cas dels ocells, si la tromba travessa una parvada en particular que es troba en ple vol, especialment en èpoques de migracions. La imatge de la dreta mostra un exemple específic en què un grup de ratpenats és víctima d'una tempesta.
La imatge va ser capturada per un radar meteorològic del National Weather Service a Del Río, Texas, i il·lustra com es pot preveure el fenomen en alguns casos. A la imatge, els ratpenats es troben a la zona de color vermell, que correspon als vents que s'allunyen del radar (el radar és el punt blanc en la cantonada inferior dreta), i entren en el mesocicló associat a un tornado (en color verd). Aquest tipus d'esdeveniments succeeixen sovint amb ocells de manera inevitable.
En alguns casos, s'han al·legat causes diferents per a algunes suposades pluges de peixos. Per exemple, en el cas de la pluja de peixos a Singapur de 1861, el naturalista francès Francis de Laporte de Castelnau explica que el ruixat va tenir lloc durant una migració de peixos-gat, i que aquests animals són capaços d'arrossegar-se sobre la terra, per anar d'un toll a un altre, com les anguiles, que poden recórrer diversos quilòmetres en els prats humits, o els lluços que van a reproduir-se als camps inundats.
A més, explica que el fet d'haver-hi vist els peixos en el sòl immediatament després de la pluja no és més que una coincidència, ja que normalment aquests animals es desplacen sobre el sòl humit de rosada, o després d'un ruixat o una inundació.

### Explicacions antigues
Des de fa molt de temps, la ciència ha descartat moltes de les explicacions que li són ofertes, per considerar-les exagerades, poc fiables o no comprovables. El 1859, un testimoni d'una pluja de peixos al poble de Mountain Ash (a Gal·les), va enviar un espècimen al zoològic de Londres. J. E. Gray, director del Museu Britànic, va declarar que «a la llum dels fets, el més probable és que es tracti d'una broma: un dels empleats de Mr. Nixon li ha buidat damunt un baldi ple de peixos, i aquest últim va pensar que li queien del cel».
Lògicament, les pluges d'animals van estar sense explicació científica durant molt de temps, mentre que es desenvolupaven hipòtesis que anaven des dels intents lògics d'explicar-se el fenomen, fins a l'absurd. En el segle iv aC, el filòsof grec Teofrast va negar l'existència de pluges de gripaus, explicant simplement que els gripaus no cauen durant la pluja, sinó que aquesta última els fa sortir de la terra. En el segle xvi, Reginald Scot es va aventurar a donar una hipòtesi. Segons ell, «és cert que algunes criatures són generades de manera espontània, i no necessiten pares. Per exemple […] aquestes granotes vingudes de cap part. Van ser transportades per la pluja. Aquestes criatures neixen dels xàfecs...».
En el segle xix, es pensava que l'evaporació de l'aigua portava els ous de granota als núvols, on es descloïen i queien a la terra en un ruixat.

### Explicacions alternatives

#### Ovnis
Entre les explicacions no científiques del fenomen, es troben les interpretacions paranormals que al·leguen intervencions d'éssers extraterrestres.
En efecte, no falten autors que descriuen aquests visitants recollint grans quantitats d'animals com a llast, per després deixar-los caure abans de deixar el nostre planeta. Les pluges de sang i carn estarien vinculades a una selecció feta pels visitants, per alleugerir els seus magatzems.

#### Regal o càstig dels déus
També persisteixen explicacions sobrenaturals, que poden ser de naturalesa religiosa. Depenent del tipus d'objecte o animal que cau a la terra, el fenomen és percebut ja sigui com un càstig, com en el cas de les pedres que van caure sobre l'exèrcit amorrita en l′Antic Testament, o com un signe providencial de bondat divina, quan es tracta d'animals comestibles.

#### Teleportació
Igualment i en la mateixa línia especulativa, se suggereix l'existència d'anomalies en l'espaitemps en què portarien els animals des d'altres dimensions. Aquestes explicacions utilitzen de vegades la teleportació, per explicar per què els animals es troben allí on no haurien d'estar. El periodista Charles Hoy Fort ha desenvolupat aquestes idees.
Segons Fort, en el passat va existir una força capaç de transportar els objectes de manera instantània, que ja no es manifesta sinó en accions desordenades, com les pluges de peixos. Un altre suggeriment de Fort es basa en la suposada existència d'un «mar superior dels Sargassos», una espècie de dipòsit celestial que aspira i escup els objectes terrestres.

## La pluja d'animals en la cultura

### «It's raining cats and dogs»
Aquesta expressió anglesa, que significa literalment "plouen gats i gossos", i és equivalent a la catalana «ploure a bots i barrals», és potser la referència més coneguda del fenomen, que es troba en el llenguatge quotidià. Aquesta expressió es troba escrita per primera vegada en l'obra A Complete Collection of Genteel and Ingenious Conversation, de Jonathan Swift, de 1731. No obstant això, l'origen de l'expressió és incert.
Una especulació és que es tracta d'una distorsió de l'arcaisme francès catadoupe, que significa "ruixat", o "cascada". Una altra especulació diu que a l'edat mitjana, les fortes pluges netejaven els sostres de cadàvers de gossos i gats, fent-los caure als carrers.
Hi ha expressions en altres llengües que de la mateixa manera fan referència a pluges d'animals, però en cap cas existeixen proves que aquestes expressions estiguin basades amb la realitat. En alemany, per exemple, pot dir-se que «plouen cadells [de gos]» (Es regnet junge Hunde); i en polonès que «plouen granotes» (Leje zabami).

### Cinema i literatura
La documentació més completa sobre les pluges d'animals, es deu al periodista nord-americà Charles Hoy Fort, que va consagrar la seva vida als fenòmens inexplicables. La Biblioteca Pública de Nova York conserva més de seixanta mil fitxes redactades per Fort, de les quals gran part es refereix a casos de pluja d'animals. La Societat Forteana, creada en el seu honor, continua la recerca de fenòmens estranys i inexplicats.
Paul Thomas Anderson, director de cinema nord-americà i seguidor de Fort, va basar algunes de les seqüències de la seva pel·lícula Magnolia en els successos relatats per Fort, incloent-hi una pluja de granotes. A Le Dernier Combat, el primer llargmetratge del francès Luc Besson, es presencia una pluja de peixos, així com a la pel·lícula Els Venjadors, de Jeremiah Chechik, adaptació de la sèrie de televisió.
Al llibre Estat, l'escriptora Colette descriu una pluja de granotes tèbies:
| « | L'últim núvol, i jo estava prenent un bany de seient, Antoine xopat i la capa plena d'aigua, d'una aigua calenta, a 18 o 20 graus. I quan Antoine va donar la volta a la capa, què ens trobem? Granotes minúscules, vives, almenys trenta portades per l'aire, per un capritx del sud, per una tromba calenta, un d'aquests tornados la base dels quals recull i eleva a cent llegües una barreja de sorra, de grans, d'insectes... | » |

A El capità Pàmfil, de l'escriptor Alexandre Dumas, una pluja de gripaus apareix als diaris, la qual cosa provoca un deliri a casa d'un dels personatges:
| «                                                 | ...va recordar haver llegit, uns dies abans, signat per Valenciennes, que aquesta ciutat havia estat el teatre d'un fenomen singular: una pluja de gripaus havia caigut acompanyada de trons i llampecs, en tal quantitat que els carrers de la ciutat i els sostres de les cases havien quedat coberts. Immediatament després, el cel, que dues hores abans tenia un color gris cendra, ara era de color blau indigo. El subscriptor del Constitutionnel va mirar a l'aire, i veient el cel negre com la tinta i a Tom en el seu jardí, sense poder adonar-se de la forma en què havia entrat, va començar a creure que un fenomen similar al de Valenciennes estava a punt de repetir-se, amb l'única diferència que en comptes de ser pluja de gripaus, anaven a ploure ossos. Una no era més perillosa que l'altra; la calamarsa era més gran i perillosa. | » |
| — Alexandre DUMAS: El capità Pàmfil, capítol VIII | |   |

El 2002, a la seva novel·la Kafka a la platja, el japonès Haruki Murakami utilitza al fenomen de la pluja de peixos dins d'un context novel·lesc, barrejant el Bildungsroman amb el sobrenatural.